# Corrales de Rota
Corrales de Rota är en park i Spanien.   Den ligger i provinsen Provincia de Cádiz och regionen Andalusien, i den sydvästra delen av landet, 500 km sydväst om huvudstaden Madrid. Corrales de Rota ligger 5 meter över havet.
Terrängen runt Corrales de Rota är platt. Havet är nära Corrales de Rota åt sydväst.  Närmaste större samhälle är Cádiz, 14,0 km sydost om Corrales de Rota. 